# Memorial Rik Van Steenbergen 1999
Il Memorial Rik Van Steenbergen 1999, nona edizione della corsa, si svolse il 29 luglio 1999 su un percorso di 200 km, con partenza e arrivo ad Aartselaar. Fu vinto dall'italiano Giuliano Figueras della Mapei-Quick Step davanti all'olandese Jeroen Blijlevens e al belga Jo Planckaert.

## Ordine d'arrivo (Top 10)
| Pos. | Corridore          | Squadra                             | Tempo    |
| ---- | ------------------ | ----------------------------------- | -------- |
| 1    | Giuliano Figueras  | Mapei-Quick Step                    | 4h32'51" |
| 2    | Jeroen Blijlevens  | TVM-Farm Frites                     | s.t.     |
| 3    | Jo Planckaert      | Lotto-Mobistar                      | s.t.     |
| 4    | Gert Vanderaerden  | Palmans-Ideal                       | s.t.     |
| 5    | Marco Serpellini   | Lampre-Daikin-Colnago               | s.t.     |
| 6    | Barry Hoedemakers  | Spar-RDM                            | s.t.     |
| 7    | Jean-Patrick Nazon | FDJ                                 | s.t.     |
| 8    | Michel Vanhaecke   | Tonissteiner-Colnago                | s.t.     |
| 9    | Danny Daelman      | Collstrop-De Federale Verzekeringen | s.t.     |
| 10   | Aart Vierhouten    | Rabobank                            | s.t.     |